# دروازه شهر

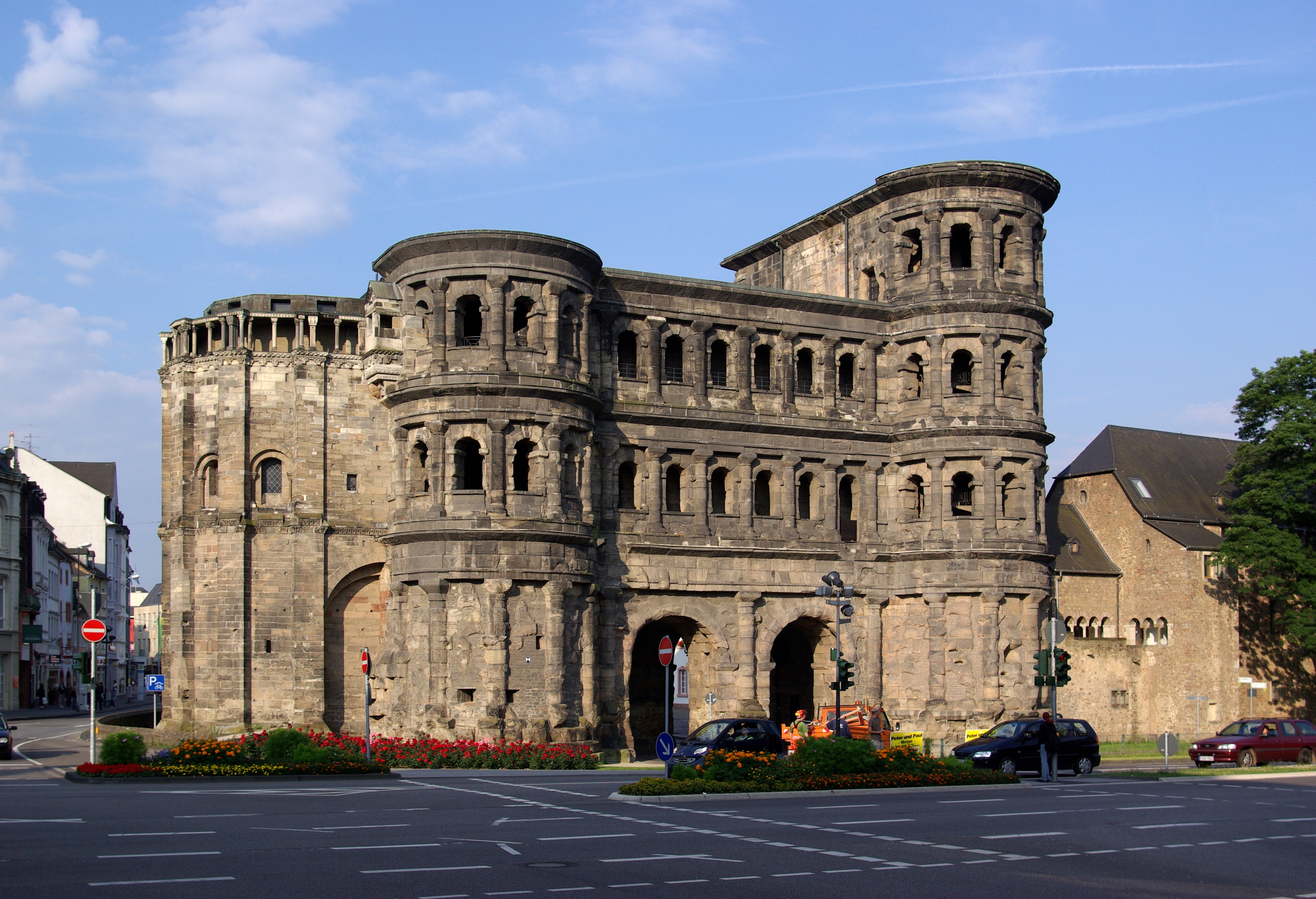
دروازه‌ای از شهرهای رومی در تری‌یر ثبت شده به عنوانسایت میراث جهانی یونسکو.

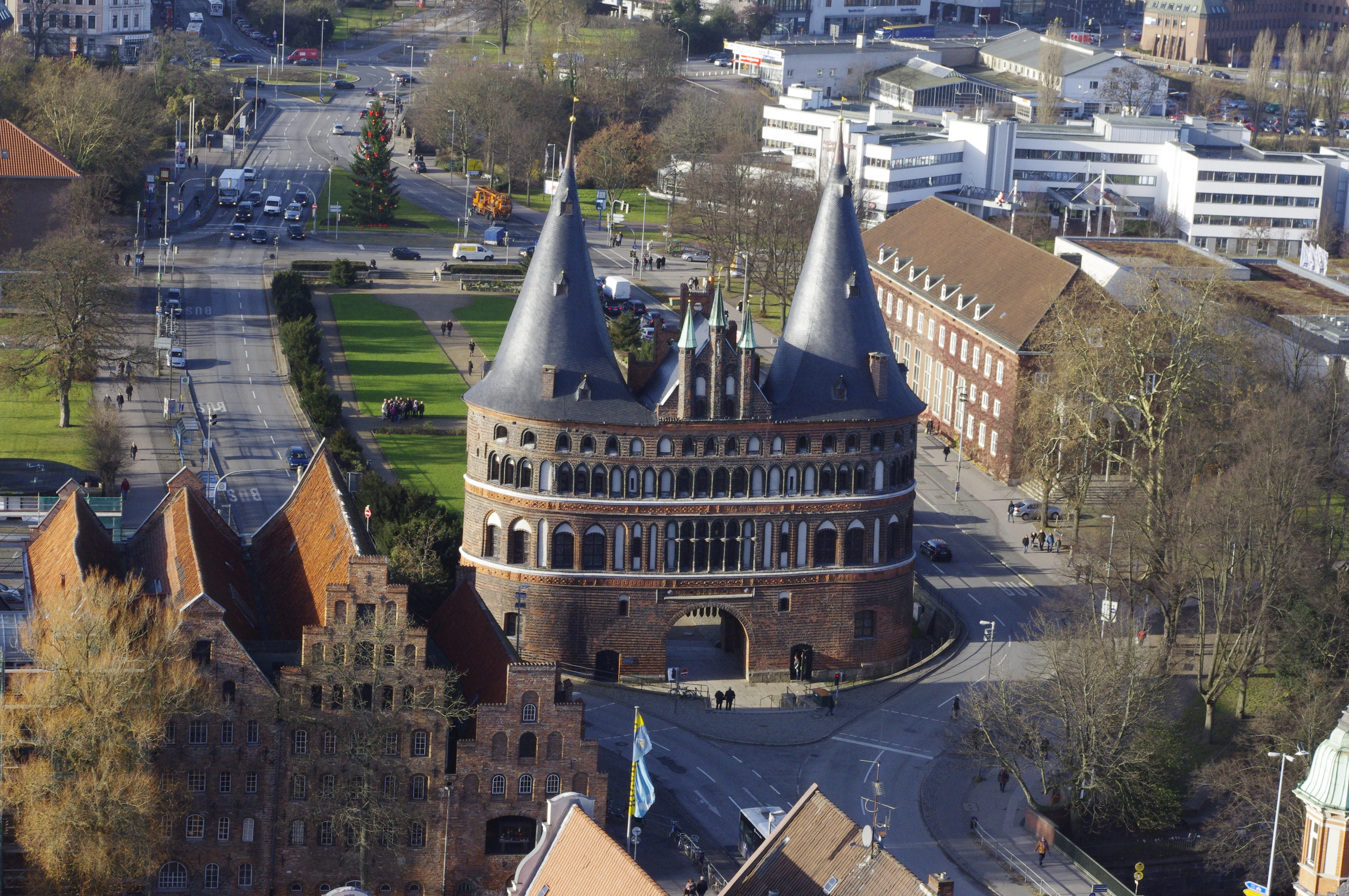
دروازه Holstentor مربوط به قرون وسطی در شهر لوبک که یک سایت میراث جهانی است.

دروازه شهر (نیز: حصار شهر، برج و بارو، قلعه و مانند آن) به هر مدخل یا دروازه‌ای که در دیوار شهر قرار دارد گفته می‌شود. درگاه یا پورت هم به همین معناست.

## کاربرد
در گذشته شهرها محصور به حصار یا دیوار بوده‌اند و تردد به داخل یا خارج از شهرها از طریق دروازه‌های موجود در دیوار دور شهر صورت می‌گرفته‌است. تعداد دروازه‌های یک شهر بستگی به اندازه شهر و میزان رفت‌وآمد داشته‌است. دروازه به‌طور سنتی ساخته می‌شد تا دسترسی به شهر و خروج از آن توسط مردم، وسایل نقلیه، کالاها و حیوانات با کنترل صورت گیرد.
دروازه شهرها اهداف مختلفی مانند دفاع، امنیت، ایمنی، تجارت و کسب عوارض داشته‌اند و برای همین توسط نظامیان یا مقامات شهری اداره می‌شدند. دروازه شهر محلی برای نمایش انواع گوناگون اطلاعات عمومی مانند اطلاعیه‌های مالیاتی و عوارض، مقررات محلی و مطالب قانونی بوده‌اند. با توجه به نقش دفاعی دروازه‌ها، جنس آن‌ها محکم و تقویت شده بوده و با مجسمه‌ها و نقوشی تزئین می‌شده‌اند که هدف آن‌ها ارعاب بوده‌است. گاه سر بریده شده جنایتکاران یا دشمنان بر دروازه شهر آویخته می‌شده‌است.
دروازه‌های شهری در شهرهای قدیمی و تاریخی وجود داشته‌اند و در سراسر جهان نمونه‌های بسیاری از آن‌ها از دوران باستان تا حدود قرن ۱۹ میلادی ساخته و مورد استفاده قرار می‌گرفته‌است. معمولاً در بسیاری از شهرها، دروازه‌های شهر پس از زمان شروع مقررات منع رفت‌وآمد که اغلب شب هنگام بوده بسته می‌شده‌اند.
با افزایش ثبات و آزادی‌های مختلف، کارکرد برج و بارو و بالطبع دروازه‌های شهر به چالش کشیده شد و بسیاری از دیوارها تخریب یا رها شدند و به دنبال آن دروازه‌های شهری نیز حذف شدند. امروزه دیوارها و دروازه‌های شهری قدیمی به منظور حفظ آثار تاریخی نگهداری می‌شوند و معمولاً کاربرد گردشگری دارند. دروازه‌های قدیمی مانند باب‌الجلوس در فاس برای جلوگیری از تخریب، تعمیرات اساسی شده‌اند. افزایش ترافیک از عوامل تسریع‌کننده در تخریب و کنار گذاشتن دروازه‌ها بوده‌است.

## نمونه

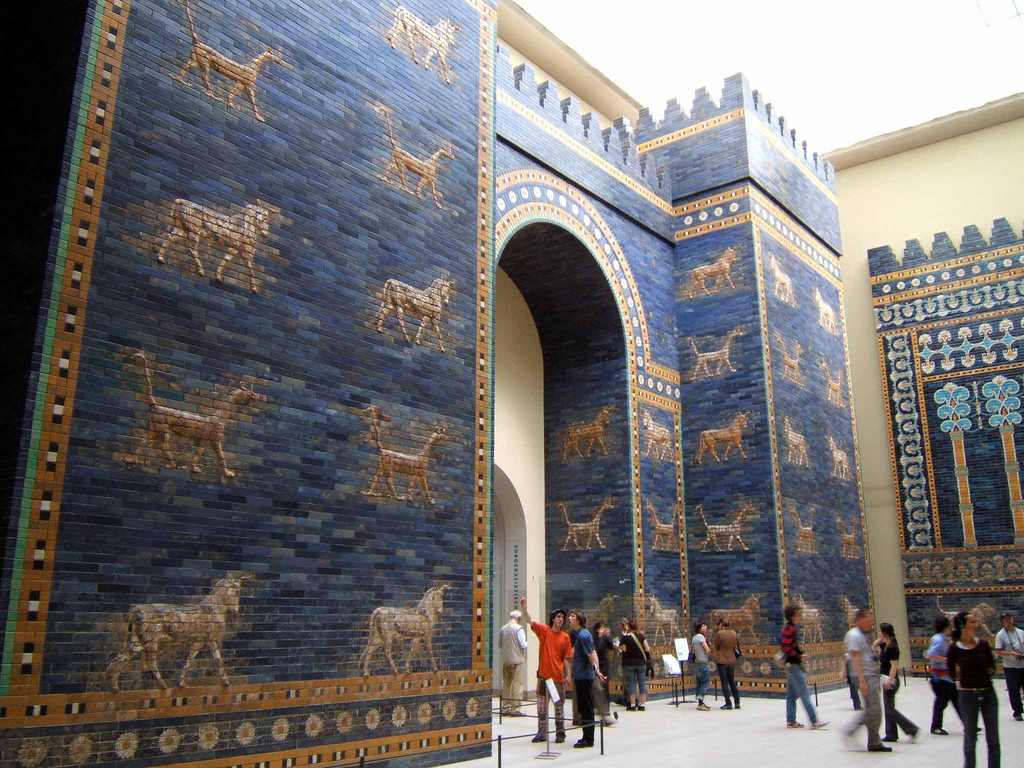
دروازه ایشتار در موزه پرگامون در برلین.

### آفریقا
- مصر: دروازه قاهره
- مراکش: Bab Agnaou از مراکش

### آسیا
- چین: Zhengyangmen و Deshengmen در پکن
- چین: دروازه چین در نانجینگ
- چین: شهر دروازه Jianshui
- هند: دروازه هند در بمبئی (Maharashtra)
- هند: دیواره شهر جیپور در جیپور (راجستان)
- هند: شهرستان دیواره و دروازه اورنگبد در اورنگبد (Maharashatra)
- هند: شهرستان جداره کوتا در کتا (راجستان)
- هند: , Darwaza در Bhadra قلعه‌های احمدآباد
- بین‌النهرین: دروازه ایشتار بابل
- ایران: دروازه قرآن در شیراز
- اسرائیل: دروازه قدیم اورشلیم
- ژاپن: دروازه راشومون در کیوتو
- ماکائو: Portas do Cerco - دروازه مرزی ماکائو با منطقه همسایه Zhuhai
- پاکستان: دیواره شهر لاهور
- کره جنوبی: دروازه‌های سئول از جمله: Namdaemun و Dongdaemun
- تایوان: دروازه شمال تایپه

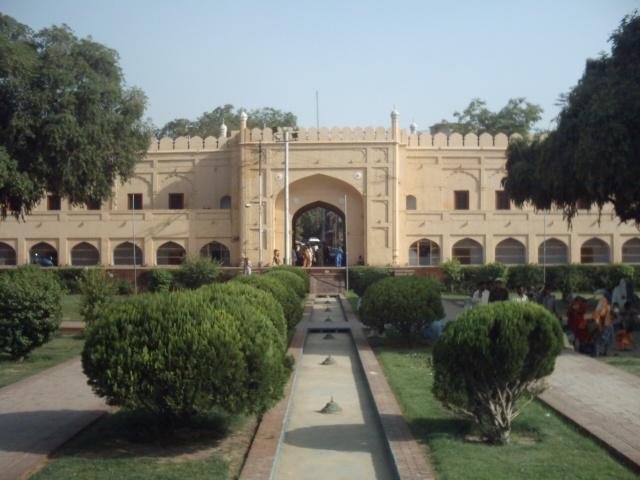
یمن: باب‌الیمن در صنعا  - Roshnai دروازه از Hazuri باغ (لاهور)
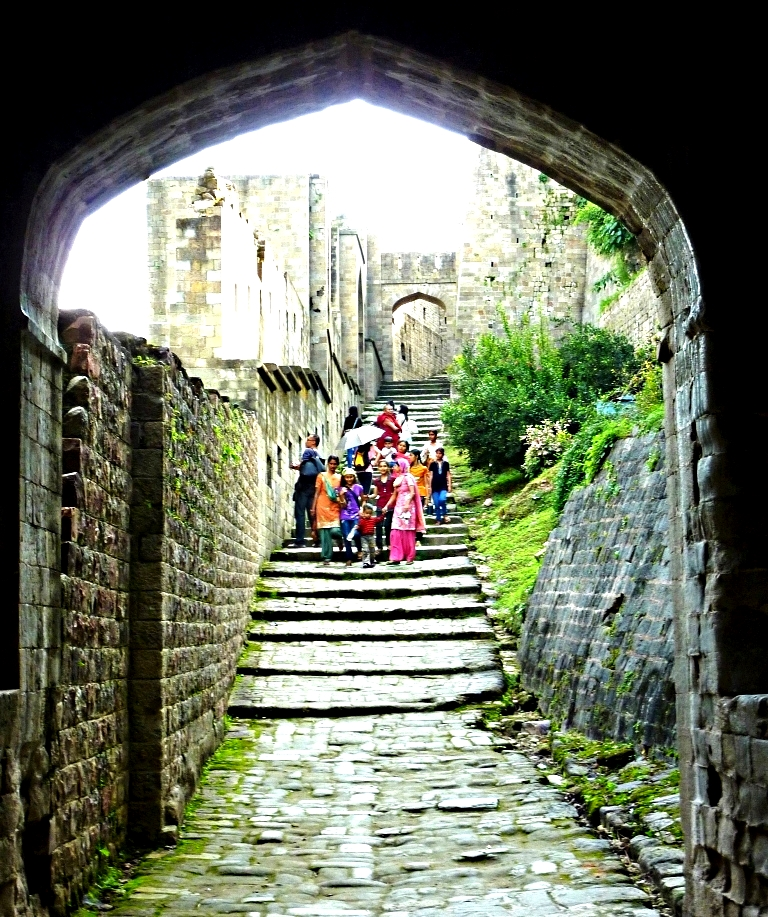
مشاهده از طریق Ahini دروازه به Amri دروازه. فورت زمین. هند
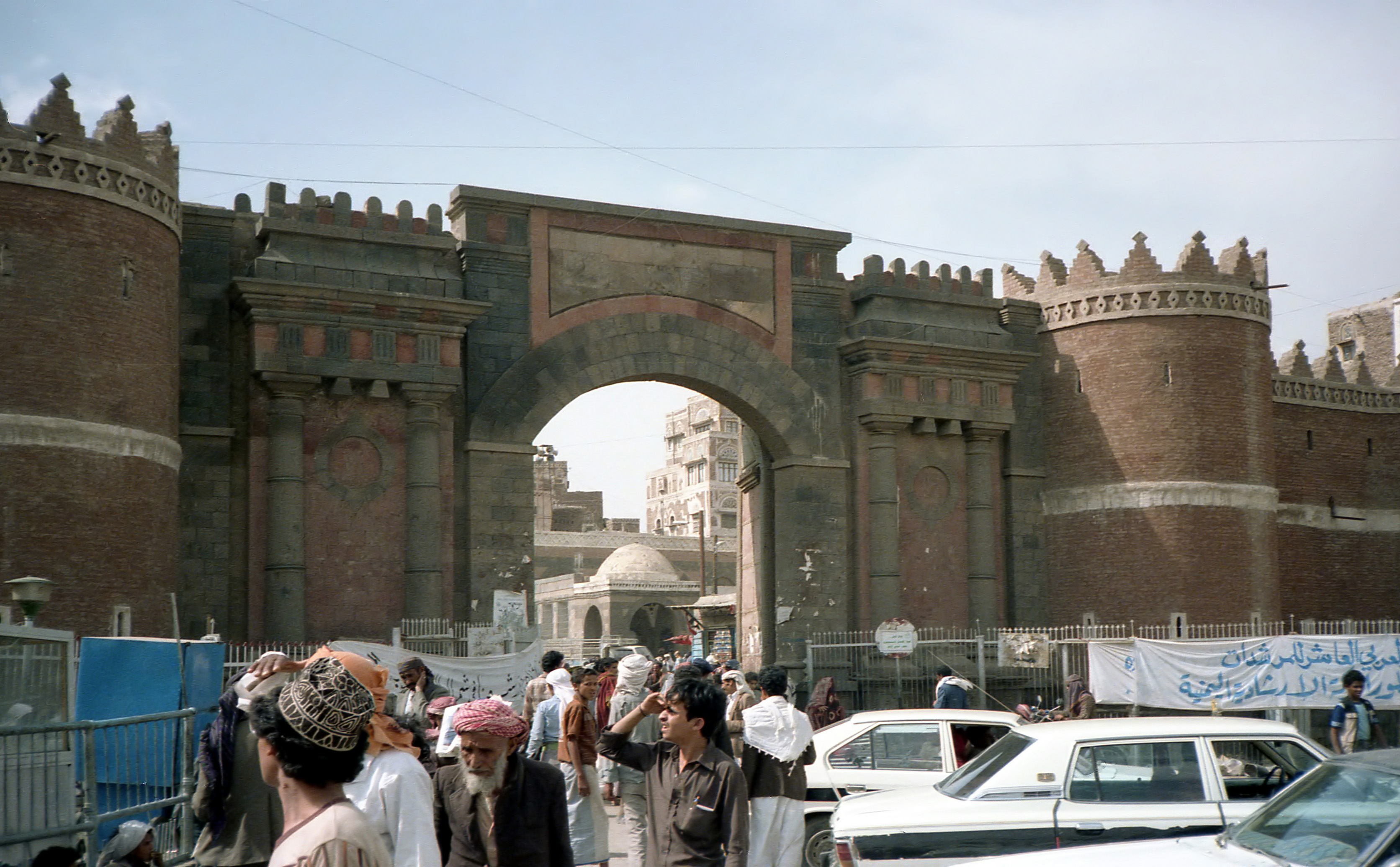
Bab al یمن از صنعابا یمن
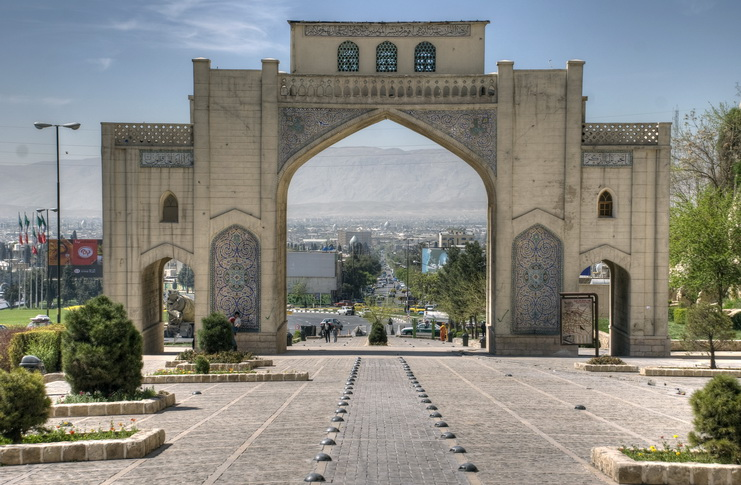
قرآن دروازه در شیرازبا ایران
  - مشاهده از طریق Ahini دروازه به Amri دروازه. فورت زمین. هند
  - Bab al یمن از صنعابا یمن
  - قرآن دروازه در شیرازبا ایران

### اروپا

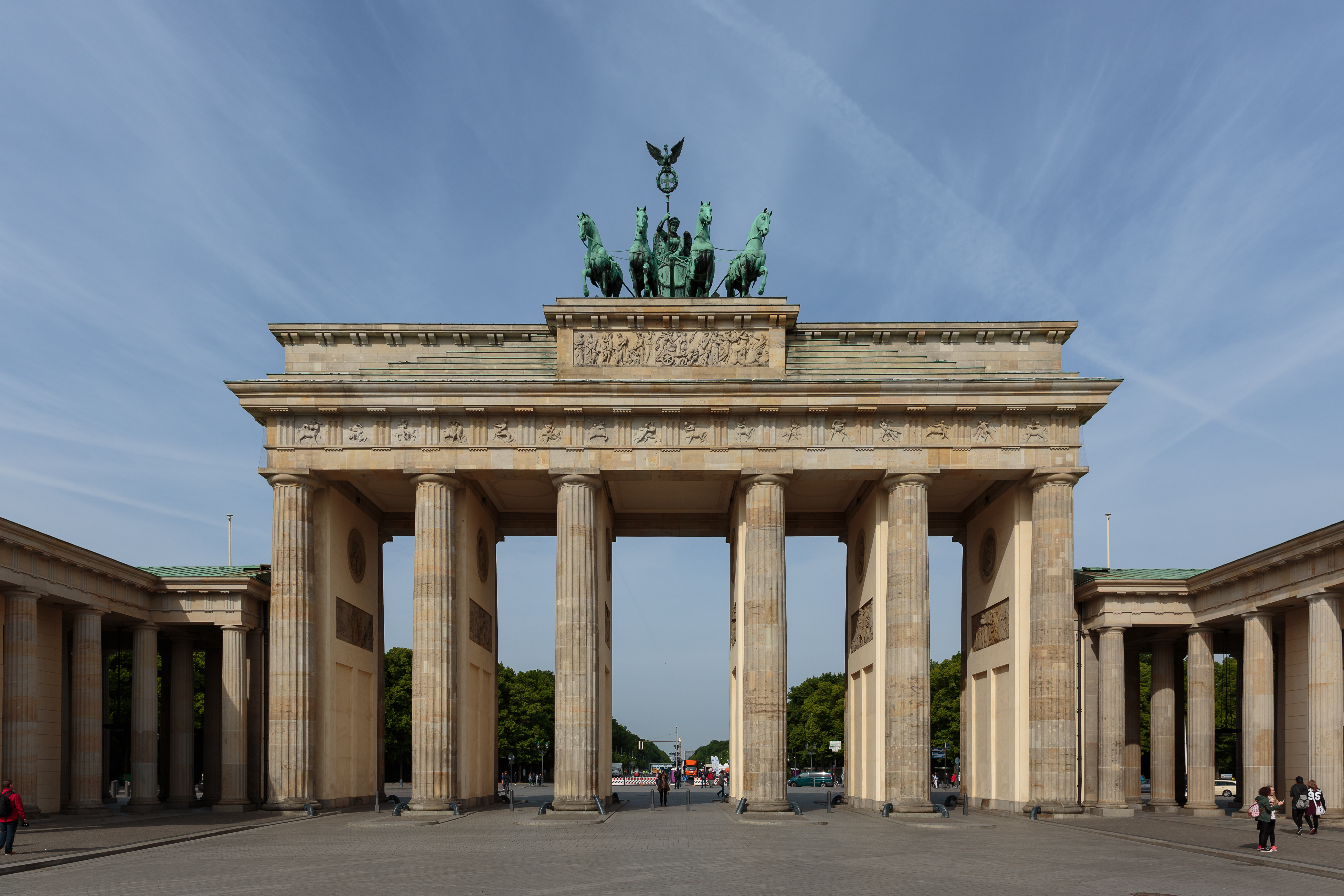
دروازه براندنبورگ برلین آلمان

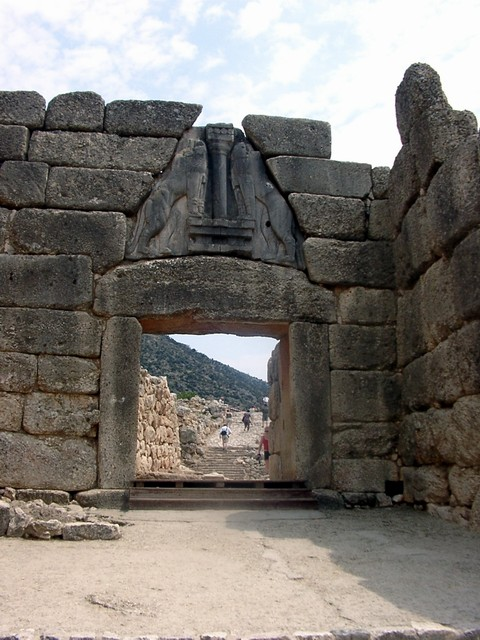
دروازه شیر در موکنای

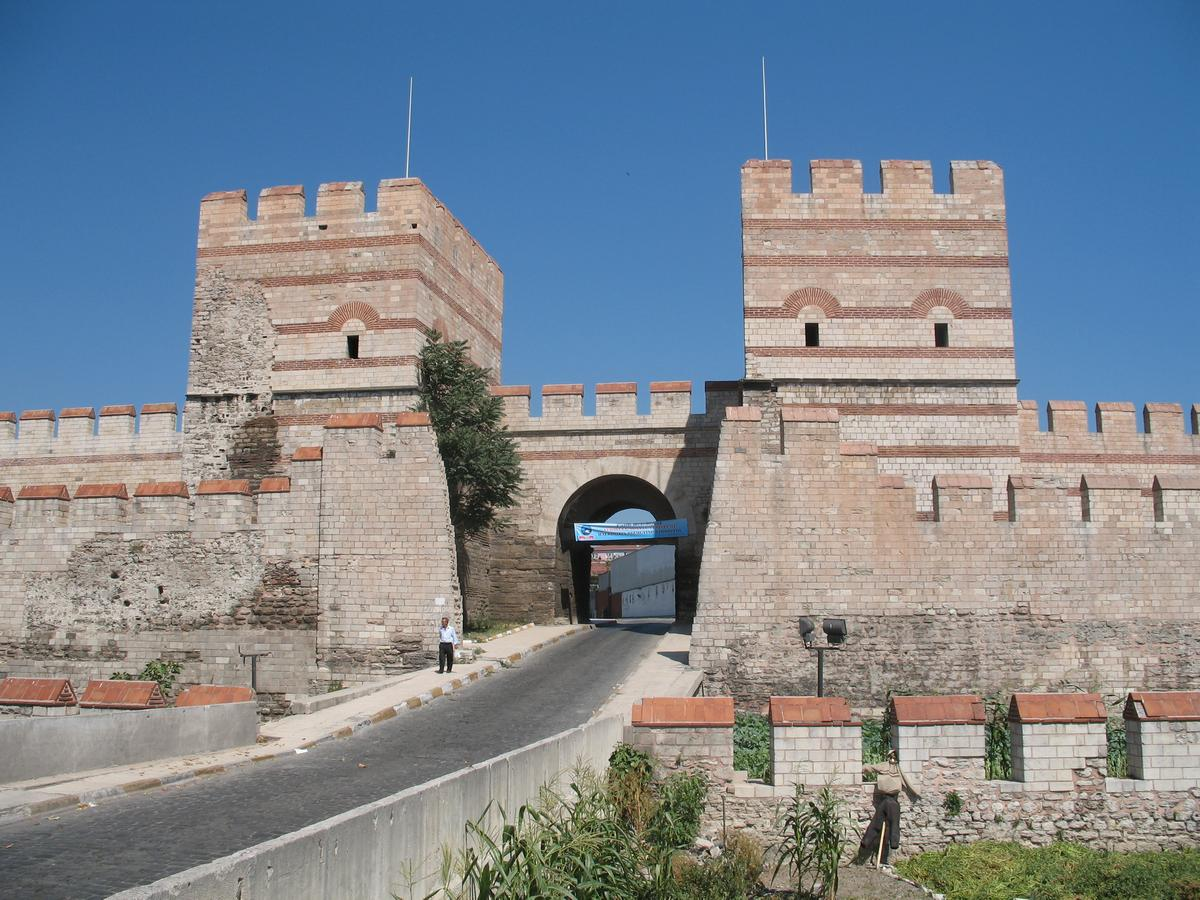
دروازه دوم نظامی دروازه در دیوارهای تئودوس دوم استانبول

- بلژیک: دروازه‌های Bruges: Kruispoort, Gentpoort, Smedepoort, Ezelpoort
- بلژیک: دروازه Brusselpoort در Mechelen
- بلژیک: Waterpoort in Antwerp
- بلژیک: Halle Gate in Brussels
- بوسنی و هرزگوین:Višegradska kapija Višegrad gate, (also part of the old town of Vratnik) gate in Sarajevo
- کرواسی: Dubrovnik
- جمهوری چک: Powder Gate, in Prague
- انگلیس: London's Roman and Medieval gates of the London Wall: Ludgate, Newgate, Aldersgate, Bishopsgate, Cripplegate, Moorgate, Aldgate
- انگلیس: Westgate, Canterbury
- انگلیس: The gates (known as Bars) of the York city walls
- فرانسه: Porte de Joigny and Porte de Sens in Villeneuve-sur-Yonne
- فرانسه: Porte de la Craffe in Nancy
- فرانسه: Porte des Allemands in Metz
- فرانسه: Porte Mars in Reims
- فرانسه: Porte Cailhau in Bordeaux
- فرانسه: Porte de la Grosse-Horloge in La Rochelle
- آلمان: Fünfgratturm in Augsburg
- آلمان: Rotes Tor in Augsburg
- آلمان: Vogeltor in Augsburg
- آلمان: Wertachbrucker Tor in Augsburg
- آلمان: Brandenburg Gate, in Berlin
- آلمان: Eigelsteintor, Hahnentor, Ulrepforte, Severinstor in Cologne
- آلمان: Nordertor, Kompagnietor and Rotes Tor in Flensburg
- آلمان: Martinstor (Saint Martin's Gate) and Schwabentor in Freiburg im Breisgau
- آلمان: Holstentor, in Lübeck

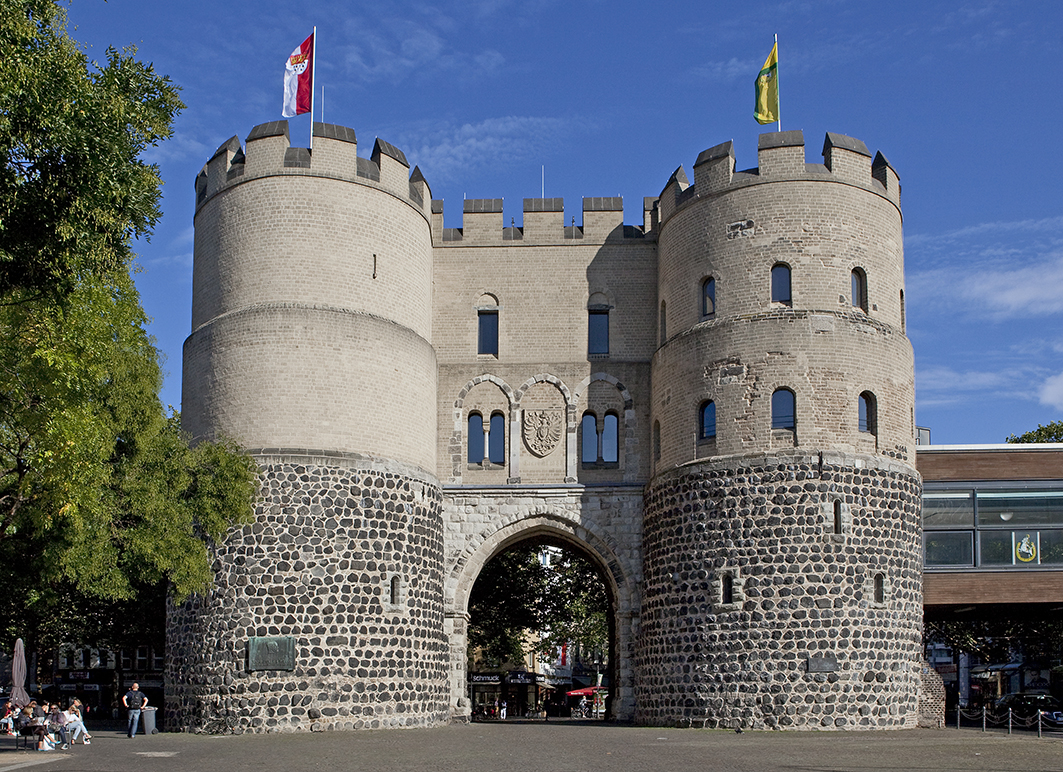
آلمان: Isartor, Sendlinger Tor, Karlstor and Propylaea in Munich  - Hahnentor در Rudolfplatzهای کلنآلمان - این Nordertorهای Flensburg, آلمان
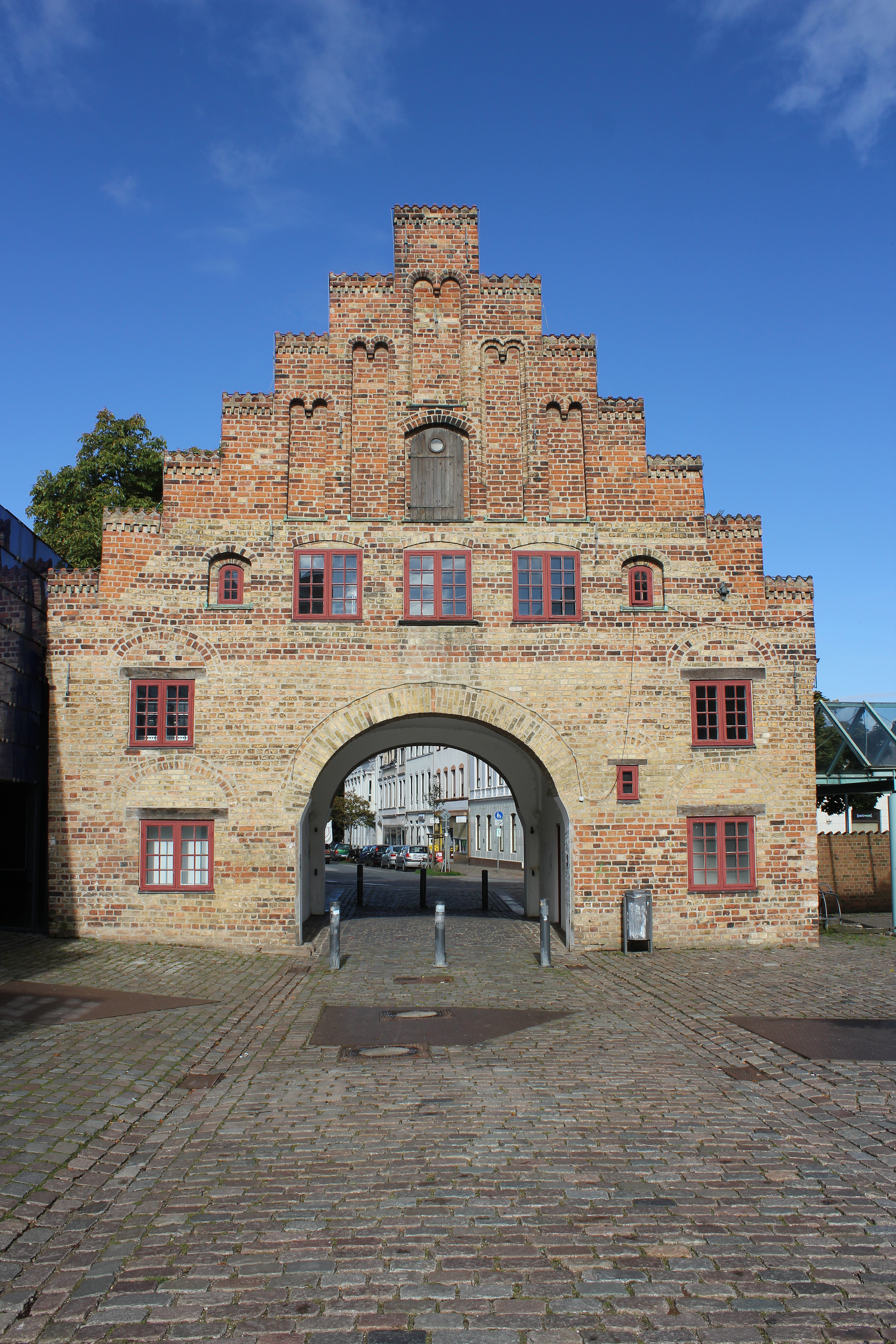
این Nordertorهای Flensburg, آلمان

- یونان: Lion Gate in Mycenae, 13th century B.C..
- ایرلند: St. Laurences Gate, 13th Century, in Drogheda, Co. Louth
- ایتالیا: Pusterla di Sant'Ambrogio, in Milan
- ایتالیا: Porta Nuova (Medieval), in Milan
- ایتالیا: Porta Nuova, in Milan
- ایتالیا: Porta Ticinese (Medieval), in Milan
- Italy: Porta Ticinese, in Milan
- ایتالیا: Porta Nolana, Naples
- ایتالیا: Porta Felice, in Palermo
- ایتالیا: Porta San Giovanni, in Rome
- ایتالیا: Porta del Popolo, in Rome
- ایتالیا: Porta Pinciana, in Rome
- ایتالیا: Porta Tiburtina, in Rome
- ایتالیا: Porta San Sebastiano, in Rome
- ایتالیا: Porta San Paolo, in Rome
- ایتالیا: Porta Palatina, in Turin
- لیتوانی: Gate of Dawn, in Vilnius
- مالت: City Gate and Victoria Gate, Valletta City Gate and Victoria Gate, Valletta
- هلند: Amsterdamse Poort, a city gate of Haarlem
- هلند: Waterpoort (water gate), Sneek
- هلند: Vischpoort (fish gate), Elburg
- هلند: Vischpoort (fish gate), Harderwijk
- هلند: Koppelpoort (combination gate), Amersfoort
- لهستان: Brama Portowa (Port Gate), Szczecin
- لهستان: Brama Młyńska (Mill Gate), Stargard Szczeciński
- لهستان: St. Florian's Gate, Kraków
- لهستان: Żuraw (Crane Gate), Gdańsk
- پرتقال: Arco da Porta Nova, Braga
- پرتقال: Portas da Cidade, Ponta Delgada (Azores)
- روسیه: Voskresensky Gate, Moscow
- روسیه: Golden Gate, Vladimir
- اسلواکی: Michael's Gate, Bratislava
- اسپانیا: Category:City gates in Spain
- سوئیس: The gates of the Basel City Walls, Basel
- ترکیه: The many gates in the walls of Constantinople, present day Istanbul
- اوکراین: Golden Gate, Kiev

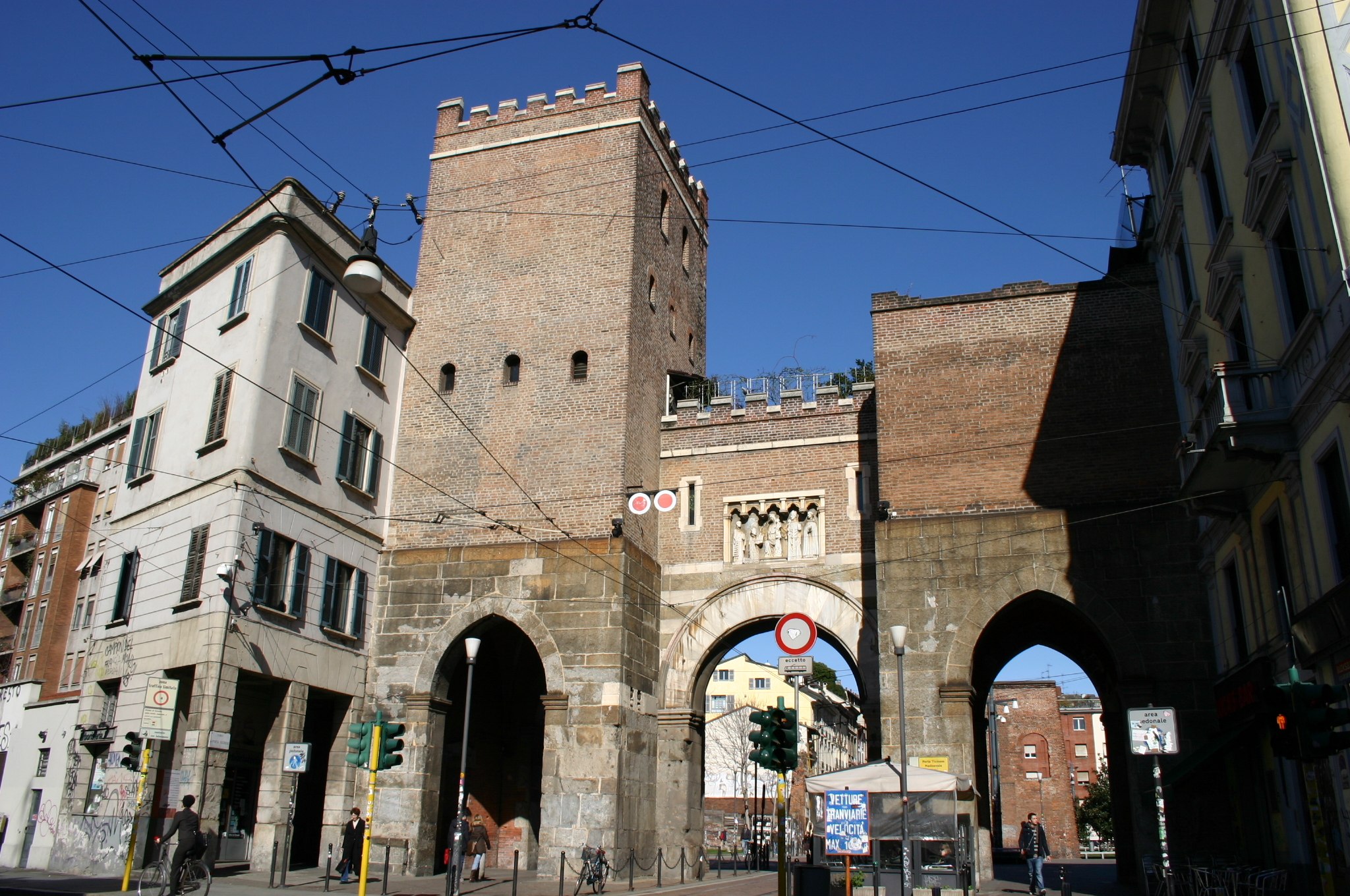
ولز: Chepstow Town Gate  - در قرون وسطی Porta ticinese دروازه در میلان
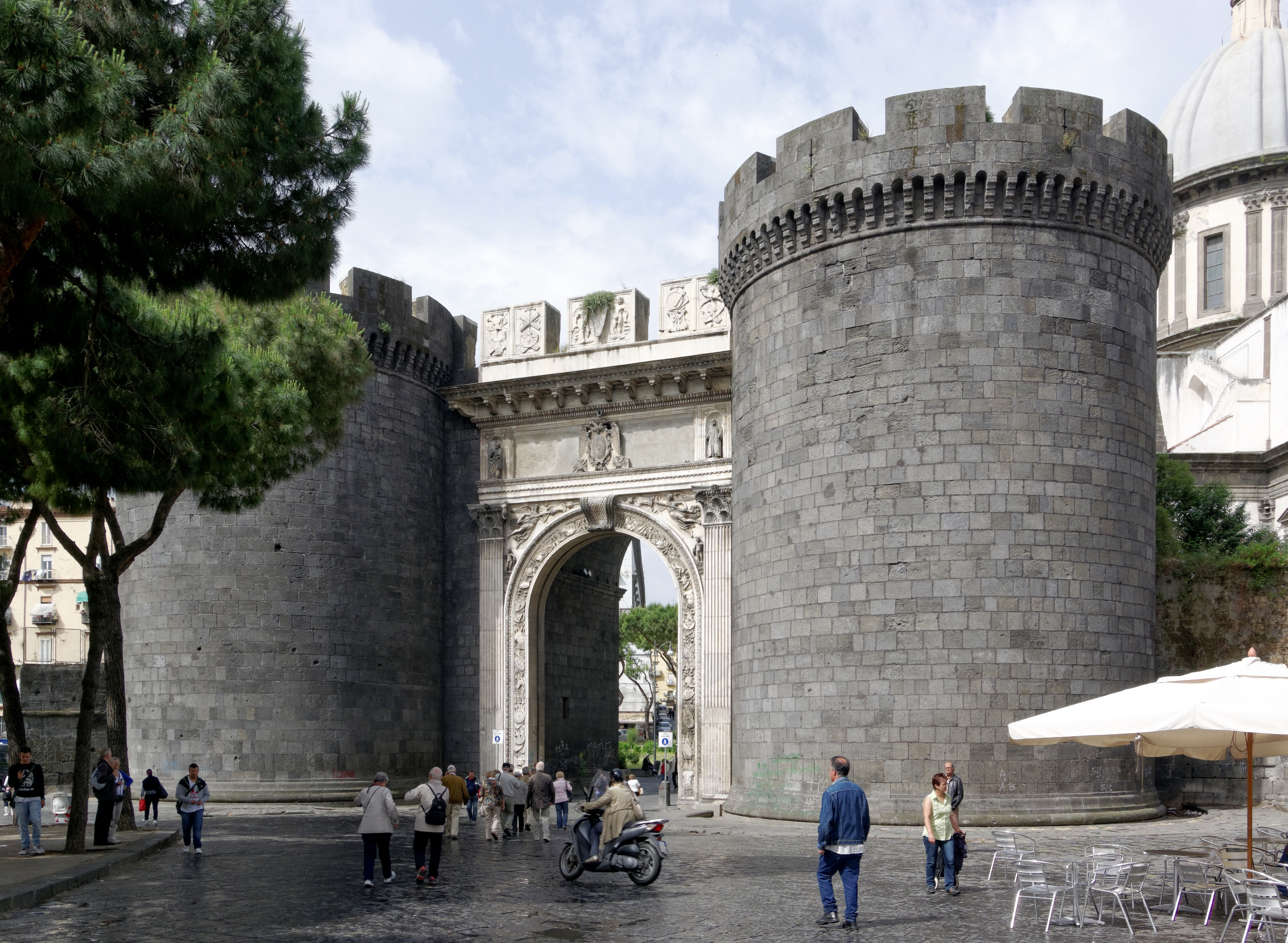
این Porta Capuana دروازه در ناپل
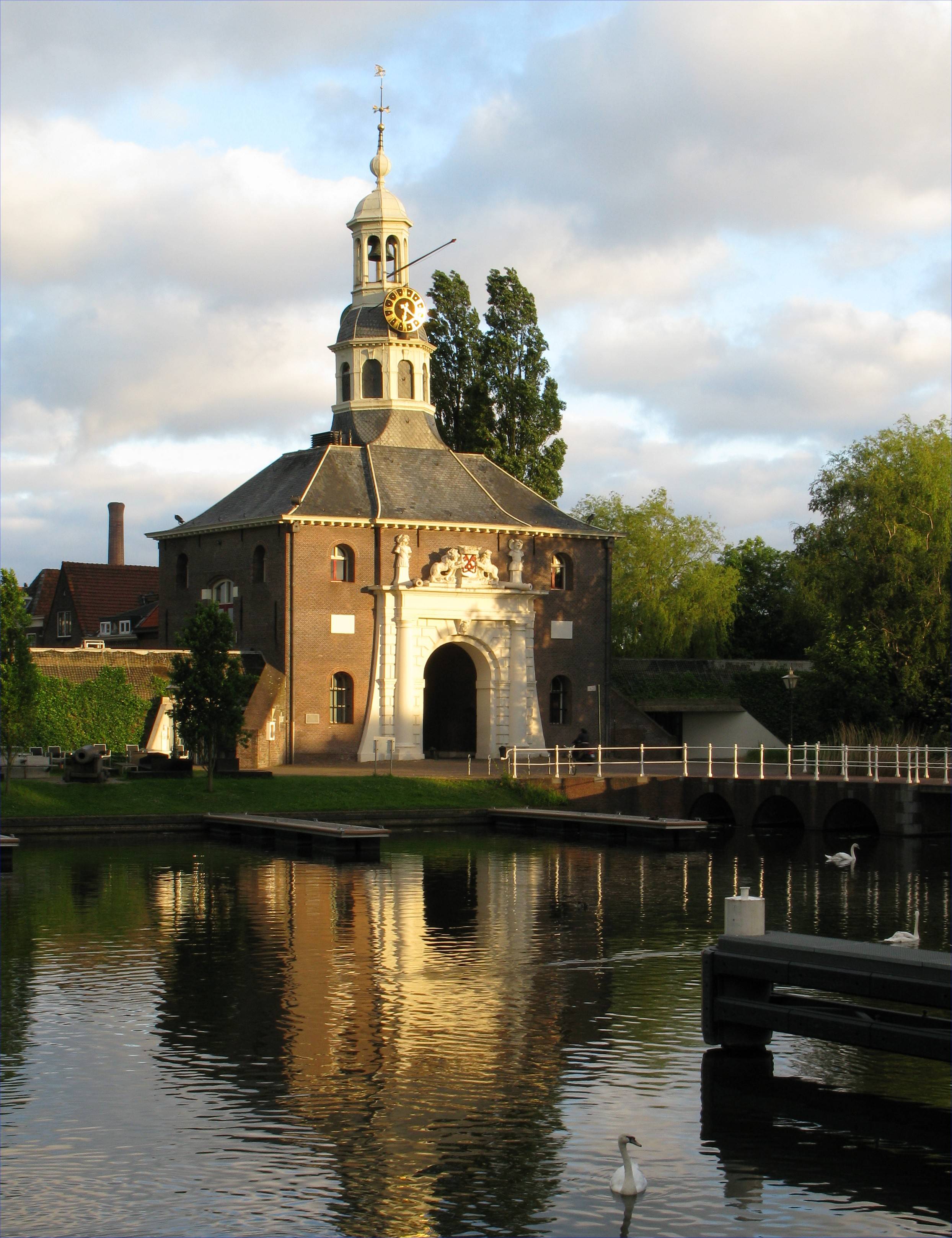
Zijlpoort (Eastern gate) در لیدن
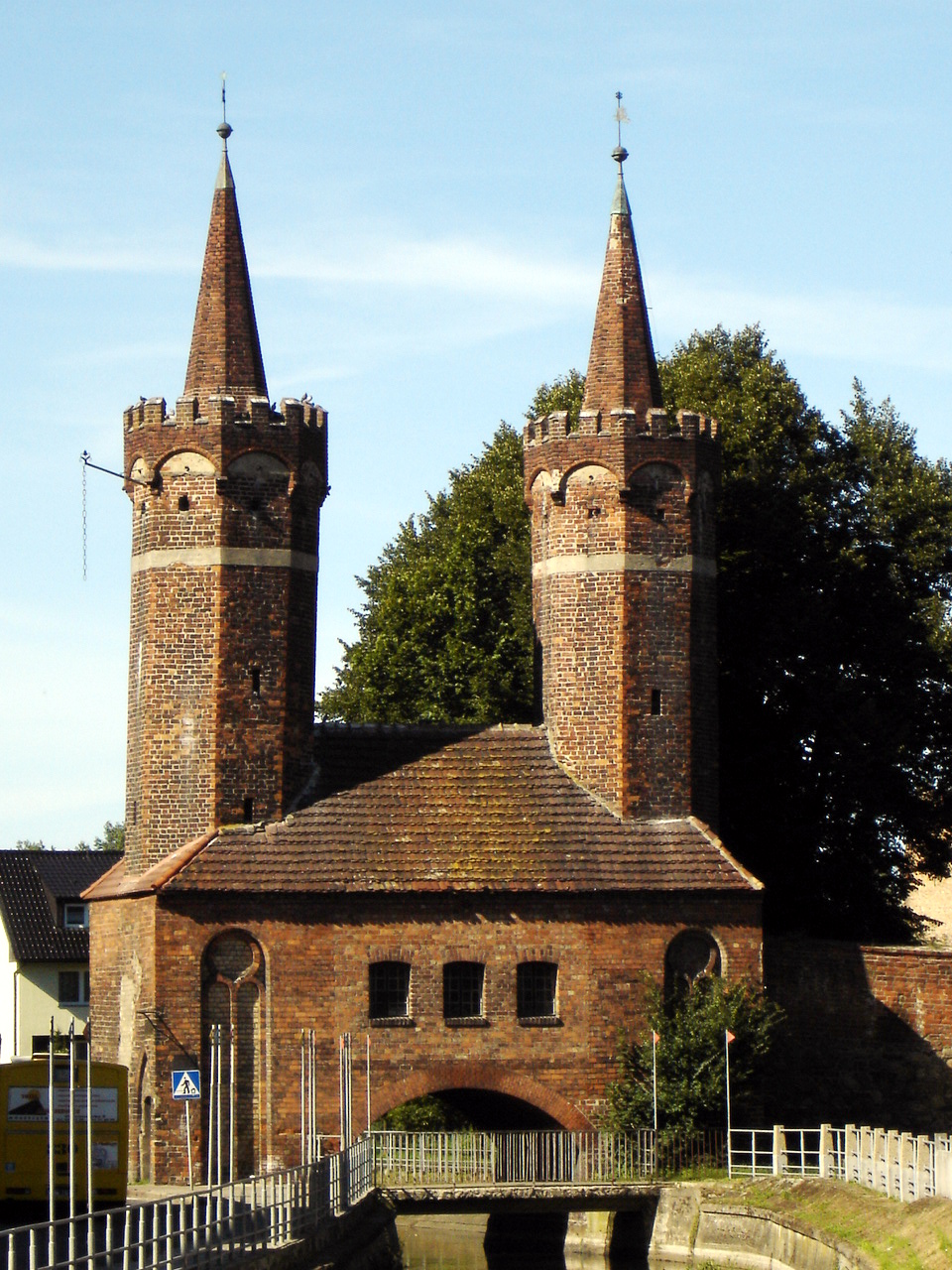
این Brama Młyńska در استارگارت اشچچینسکی (آوا یکی از چند آب گیتس در اروپا
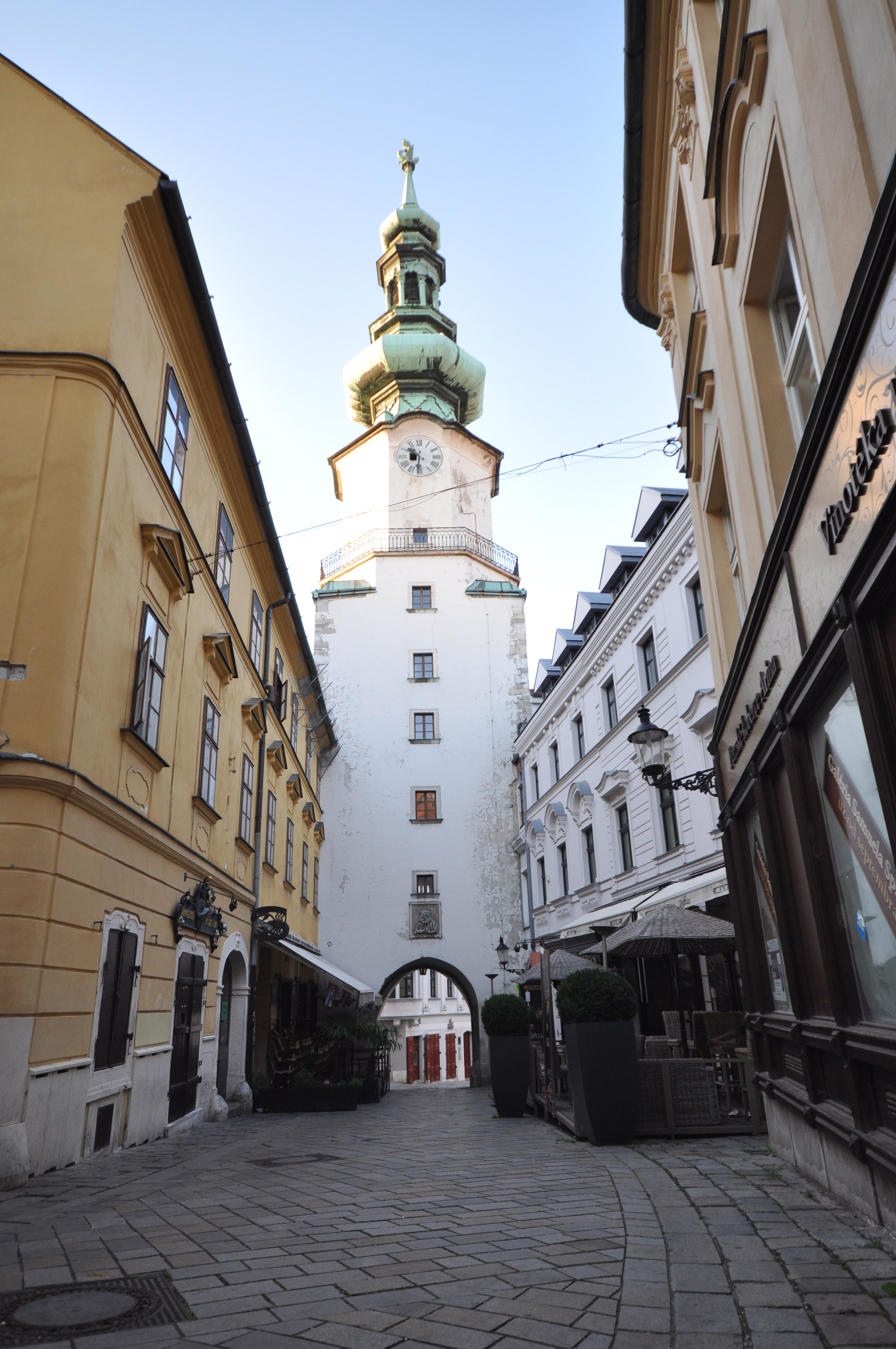
مایکل دروازه در براتیسلاوا، اسلواکی
  - این Porta Capuana دروازه در ناپل
  - Zijlpoort (Eastern gate) در لیدن
  - این Brama Młyńska در استارگارت اشچچینسکی (آوا یکی از چند آب گیتس در اروپا
  - مایکل دروازه در براتیسلاوا،  اسلواکی

### آمریکای شمالی
- کانادا: باروهای شهر کبک
- ترینیداد و توباگو: دروازه شهر (بندر اسپانیا) با پورت اسپانیا

### آمریکای جنوبی
- پرو: دروازه شهر ماچو پیچو